# Samuel R. Peters

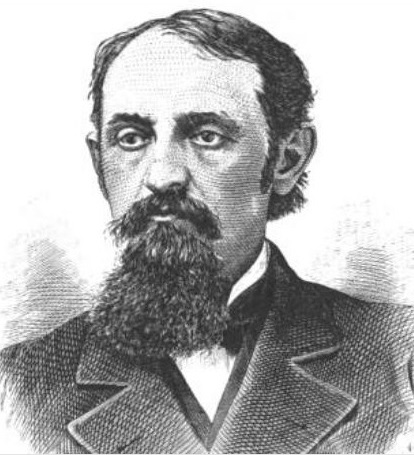
Samuel R. Peters

Samuel Ritter Peters (* 16. August 1842 bei Circleville, Ohio; † 21. April 1910 in Newton, Kansas) war ein US-amerikanischer Politiker. Zwischen 1883 und 1891 vertrat er den Bundesstaat Kansas im US-Repräsentantenhaus.

## Werdegang
Samuel Peters besuchte die öffentlichen Schulen seiner Heimat und danach die Ohio Wesleyan University in Delaware (Ohio). Während des Bürgerkrieges stieg er zwischen 1861 und 1865 in der Armee der Union vom einfachen Soldaten bis zum Captain auf. Nach dem Krieg studierte Peters an der University of Michigan in Ann Arbor Jura. Nach seiner im Jahr 1867 erfolgten Zulassung als Rechtsanwalt begann er in Memphis (Missouri) in seinem neuen Beruf zu praktizieren. Dort wurde Peters auch journalistisch tätig. Zwischen 1868 und 1873 gab er die Zeitung „Memphis Reveille“ heraus. Politisch war er Mitglied der Republikanischen Partei. Im Juni 1872 nahm er als Delegierter an der Republican National Convention in Philadelphia teil, auf der Präsident Ulysses S. Grant für eine zweite Amtszeit nominiert wurde. Im Jahr 1873 war Peters Bürgermeister von Memphis.
Im weiteren Verlauf des Jahres 1873 zog Peters nach Marion in Kansas, wo er ebenfalls als Rechtsanwalt arbeitete und seine politische Laufbahn fortsetzte. Zwischen 1874 und 1875 gehörte er dem Senat von Kansas an; von 1875 bis 1883 war er Richter im neunten Gerichtsbezirk des Staates. Seit 1876 lebte Peters in Newton. 1882 wurde er für den neugeschaffenen siebten Abgeordnetensitz von Kansas staatsweit (at large) in das US-Repräsentantenhaus in Washington, D.C. gewählt. Nach drei Wiederwahlen konnte er dieses Mandat zwischen dem 4. März 1883 und dem 3. März 1891 ausüben. Im Jahr 1890 verzichtete er auf eine erneute Kandidatur.
Nach dem Ende seiner Zeit im Kongress arbeitete Peters wieder als Anwalt in Newton. Zwischen 1895 und 1899 war er Mitglied im Leitungsgremium (Board of Managers) der staatlichen Erziehungsanstalt. Von 1898 bis 1910 fungierte er als Posthalter in Newton. Im Jahr 1899 gab er auch die Zeitung „Newton Daily Kansas-Republican“ heraus. Samuel Peters starb im April 1910 in Newton und wurde dort auch beigesetzt.